# Дуби черешчаті (Полтава, Монастирська)
Дуби черешчаті — ботанічна пам'ятка природи місцевого значення в Україні. Розташована в Полтаві по вулиці Монастирській 9-А, на подвір'ї Полтавського спортивного ліцею (раніше — Полтавська спеціалізована школа-інтернат № 1).
Площа — 0,04 га. Статус надано згідно з рішенням Полтавського облвиконкому № 555 від 24.12.1970 для збереження двох вікових дерев дуба звичайного віком 140—300 років.
Обхват першого дуба на висоті 1,3 м. у 1965 році становив 368 см, у 2013 році - 502 см; другого у 1965 році - 400 см, у 2013 році - 476 см.

## Галерея

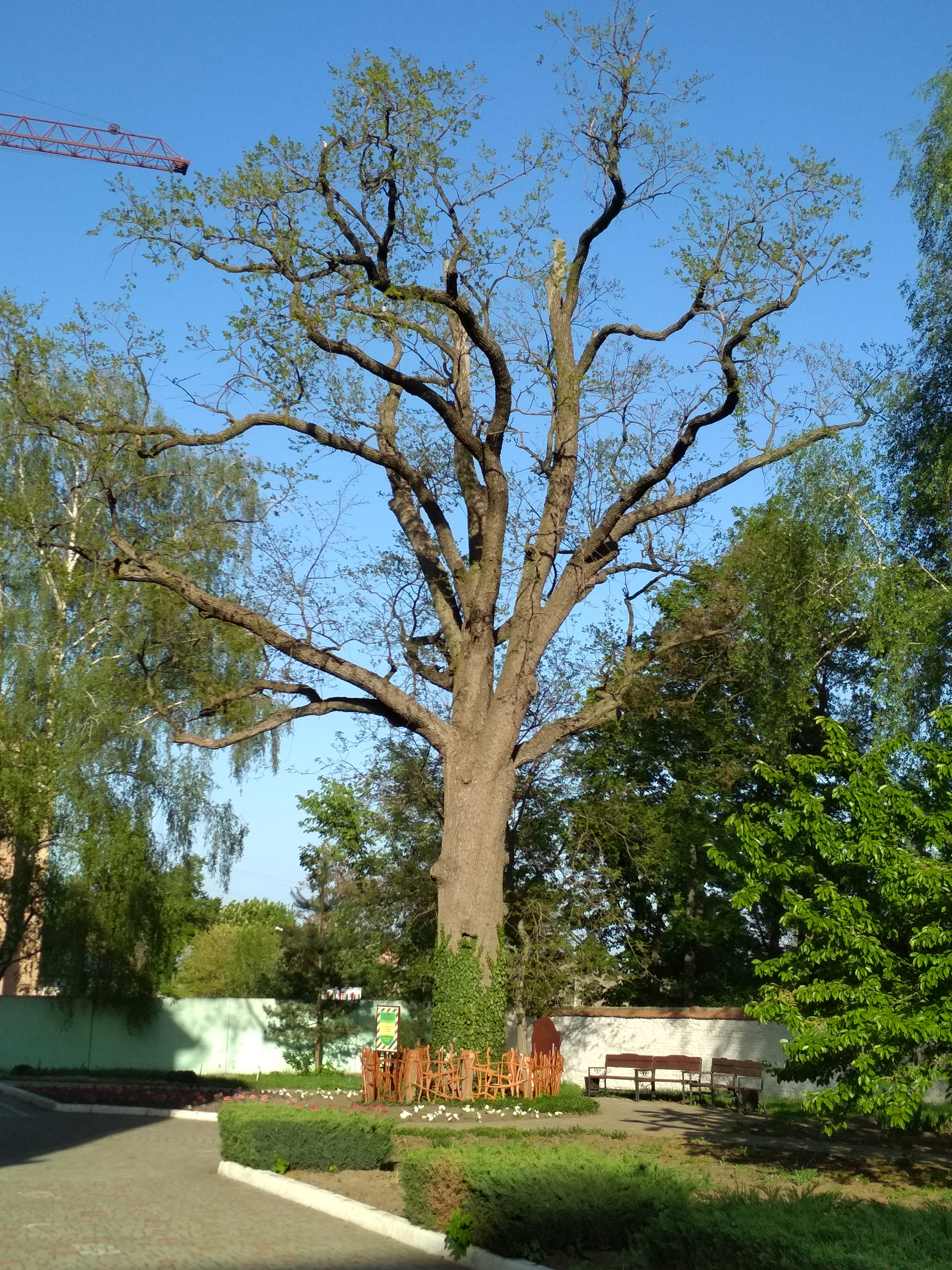
Перший дуб у травні 2018
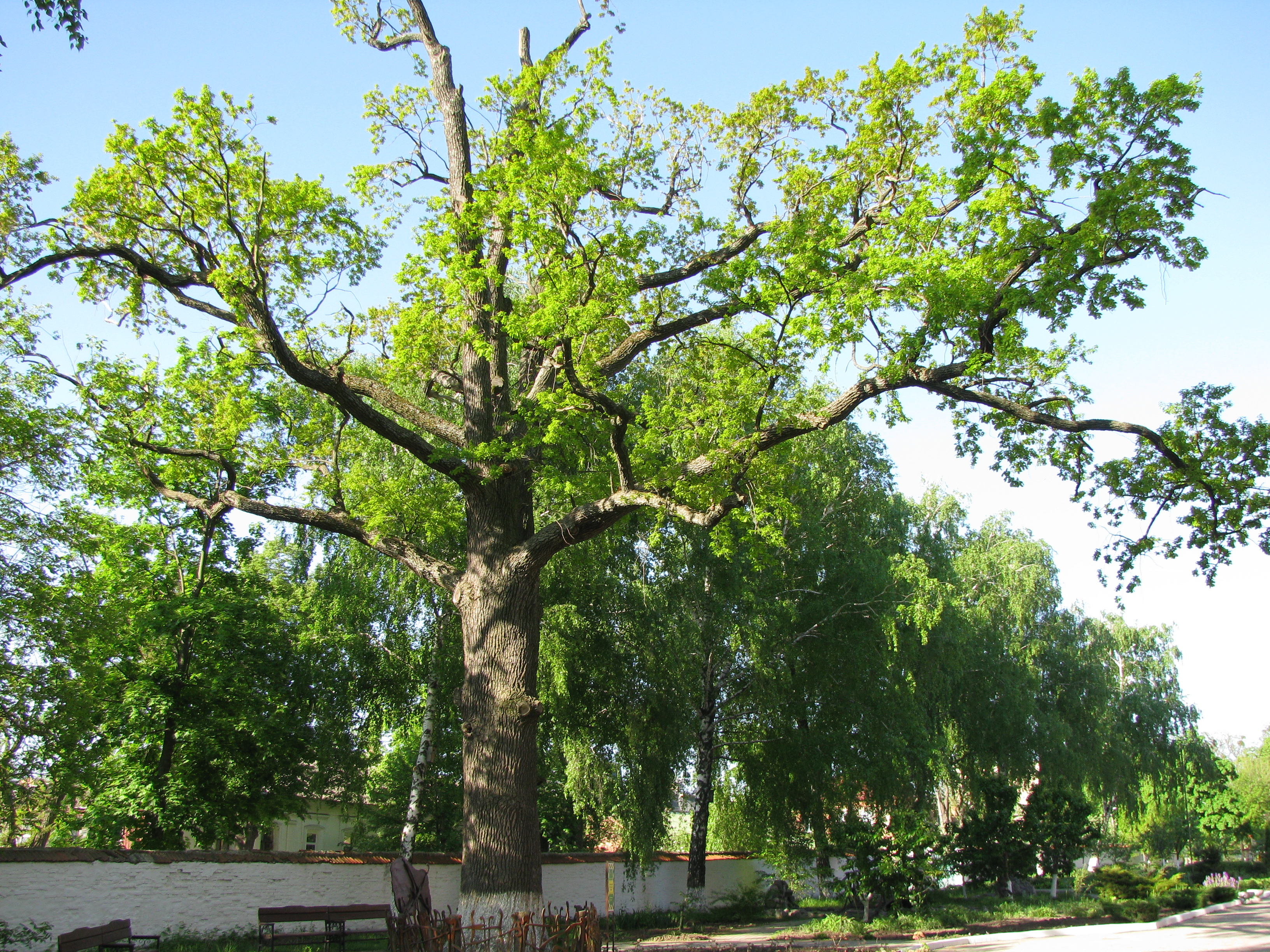
Перший дуб у травні 2013
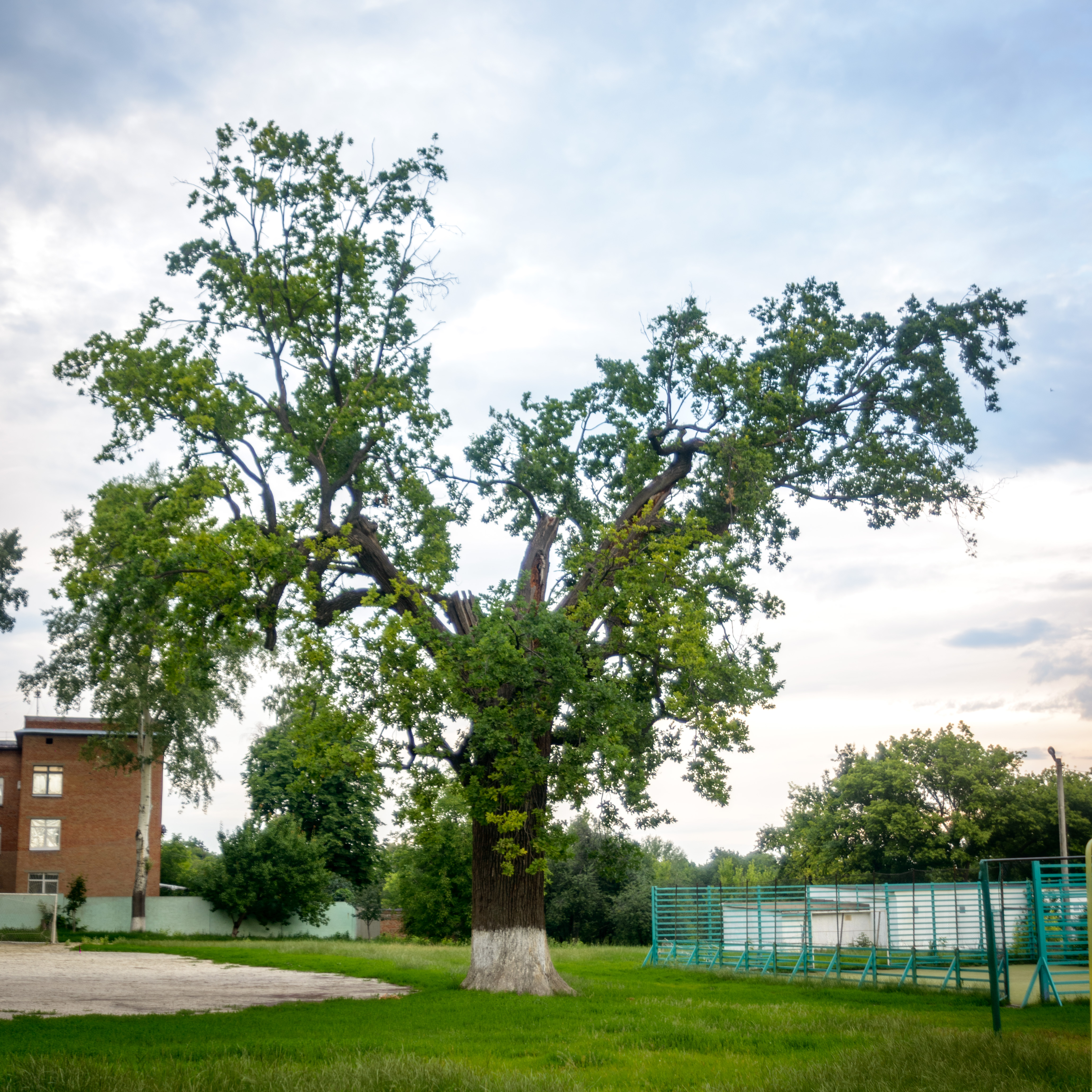
Другий дуб у липні 2015
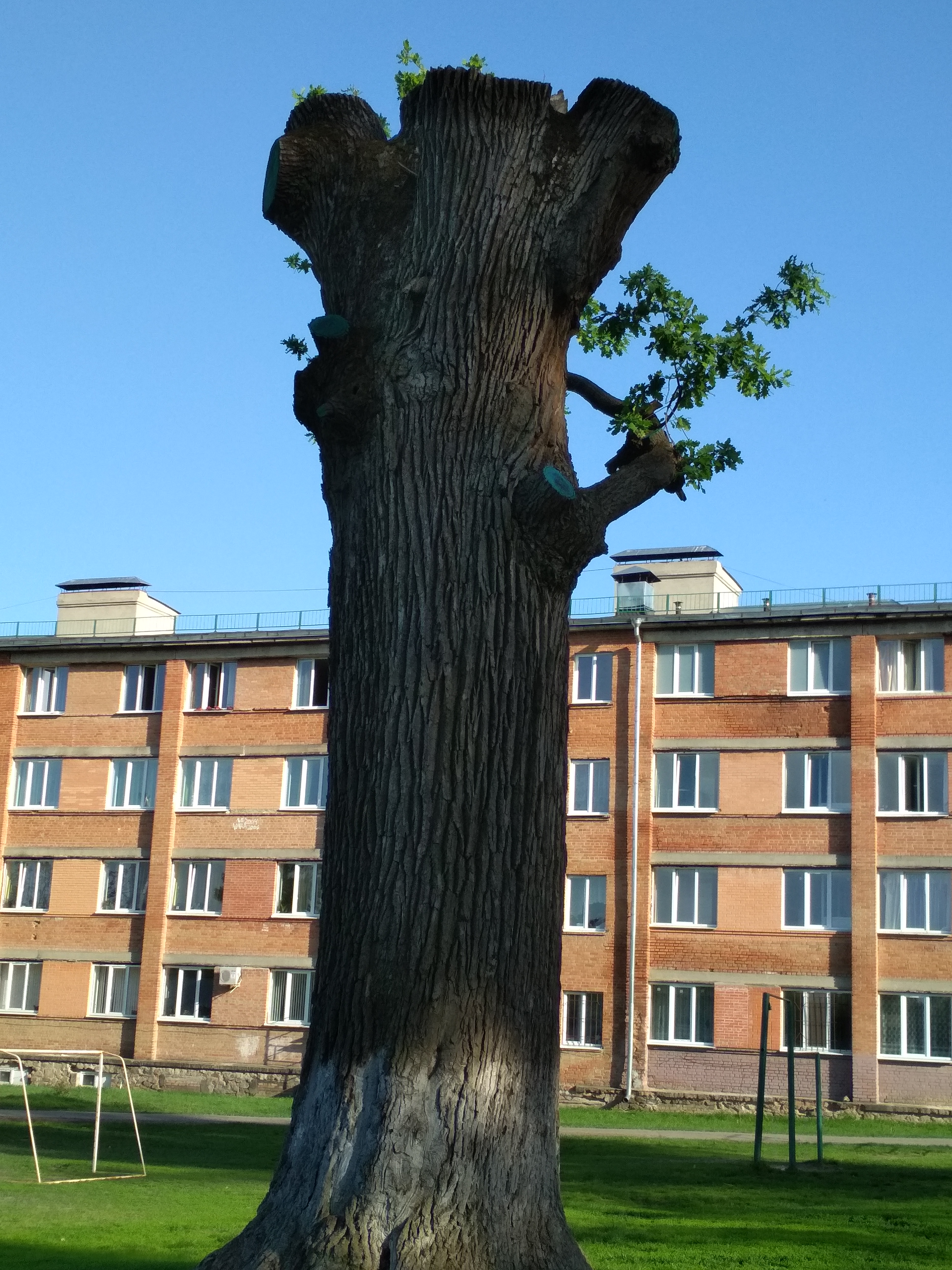
Другий дуб у травні 2018